# Колишні населені пункти Адамовського району
На цій сторінці зібрані дані про усі колишні населені пункти на території Адамовського району Оренбурзької області.
| Населений пункт                      | Оригінальна назва                     | Роки існування | Координати                                                            | Примітка |
| ------------------------------------ | ------------------------------------- | -------------- | --------------------------------------------------------------------- | -------- |
| бригада № 8 совхоза Комсомольський   | бригада № 8 совхоза Комсомольский     | -              | 51°24′20″ пн. ш. 60°37′00″ сх. д. / 51.40556° пн. ш. 60.61667° сх. д. | -        |
| Адамовка                             | Адамовка                              | -              | 51°33′00″ пн. ш. 59°58′50″ сх. д. / 51.55000° пн. ш. 59.98056° сх. д. | -        |
| Карамурин                            | Карамурин                             | -              | 51°52′40″ пн. ш. 59°13′00″ сх. д. / 51.87778° пн. ш. 59.21667° сх. д. | -        |
| Ленінський                           | Ленинский                             | -              | 51°34′20″ пн. ш. 59°29′00″ сх. д. / 51.57222° пн. ш. 59.48333° сх. д. | -        |
| Мари                                 | Мары                                  | -              | 51°32′20″ пн. ш. 59°54′00″ сх. д. / 51.53889° пн. ш. 59.90000° сх. д. | -        |
| Мунтайка                             | Мунтайка                              | -              | 51°27′00″ пн. ш. 60°53′00″ сх. д. / 51.45000° пн. ш. 60.88333° сх. д. | -        |
| Новоульяновський                     | Новоульяновский                       | -              | 51°43′30″ пн. ш. 59°49′00″ сх. д. / 51.72500° пн. ш. 59.81667° сх. д. | -        |
| отділення № 3 совхоза Зоря Комунізму | отделение № 3 совхоза Заря Коммунизма | -              | 51°36′50″ пн. ш. 59°51′10″ сх. д. / 51.61389° пн. ш. 59.85278° сх. д. | -        |
| Рибний                               | Рыбный                                | -              | 51°37′10″ пн. ш. 59°35′50″ сх. д. / 51.61944° пн. ш. 59.59722° сх. д. | -        |
| Стара Мечеть                         | Старая Мечеть                         | -              | 51°19′30″ пн. ш. 59°45′50″ сх. д. / 51.32500° пн. ш. 59.76389° сх. д. | -        |